# Allée couverte de la Forge

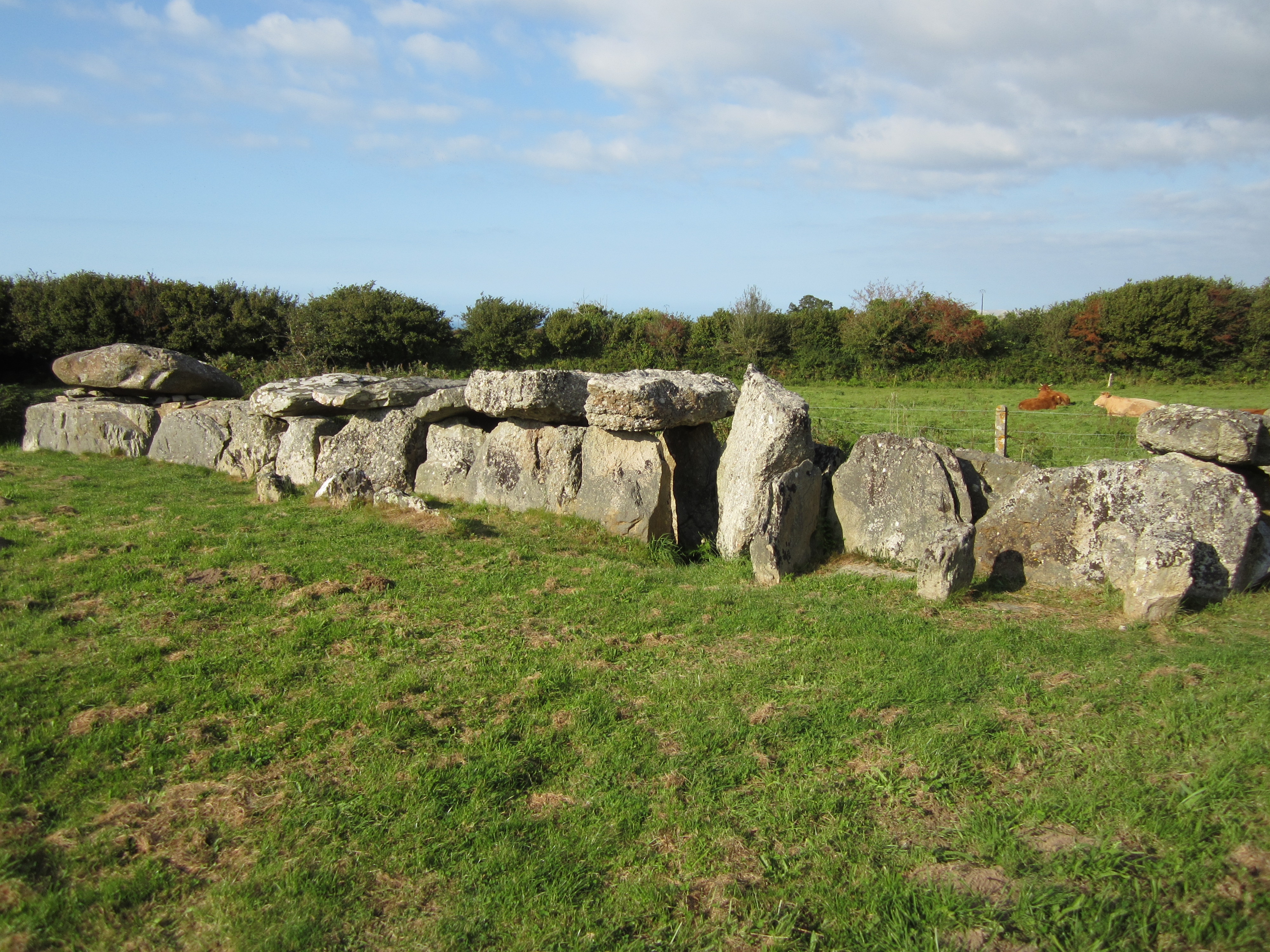
Allée couverte de la Forge

Die Allée couverte de la Forge (deutsch Das Grab der Schmiede auch Allée couverte de Bretteville genannt) liegt etwas außerhalb von Bretteville auf der Halbinsel Cotentin im Département Manche an der Nordküste der Normandie in Frankreich.
Ihre Länge beträgt etwa 17,0 Meter. Sieben der 0,4 bis 0,6 Meter dicken Decksteine aus Granit liegen auf der 1,8 bis 2,8 Meter breiten Megalithanlage auf, deren Tragsteine leicht einwärts geneigt sind. Die übrigen Steine sind aus lokal anstehendem Material.
Eine Ausgrabung in den 1970er Jahren ergab, dass die Galerie über mehrere Jahrhunderte genutzt wurde, menschliche Überreste wurden nicht gefunden, da der Säuregehalt des Bodens das Material zersetzte. In den einzelnen Bodenschichten wurden viele Artefakte, insbesondere bearbeiteter Feuerstein, zerscherbte Keramik, aber auch ein Trinkbecher und ein geschliffener Stein gefunden.
Die Allée couverte de la Forge ist als historisches Monument (monument historique) eingestuft worden.

Allée couverte de la Forge
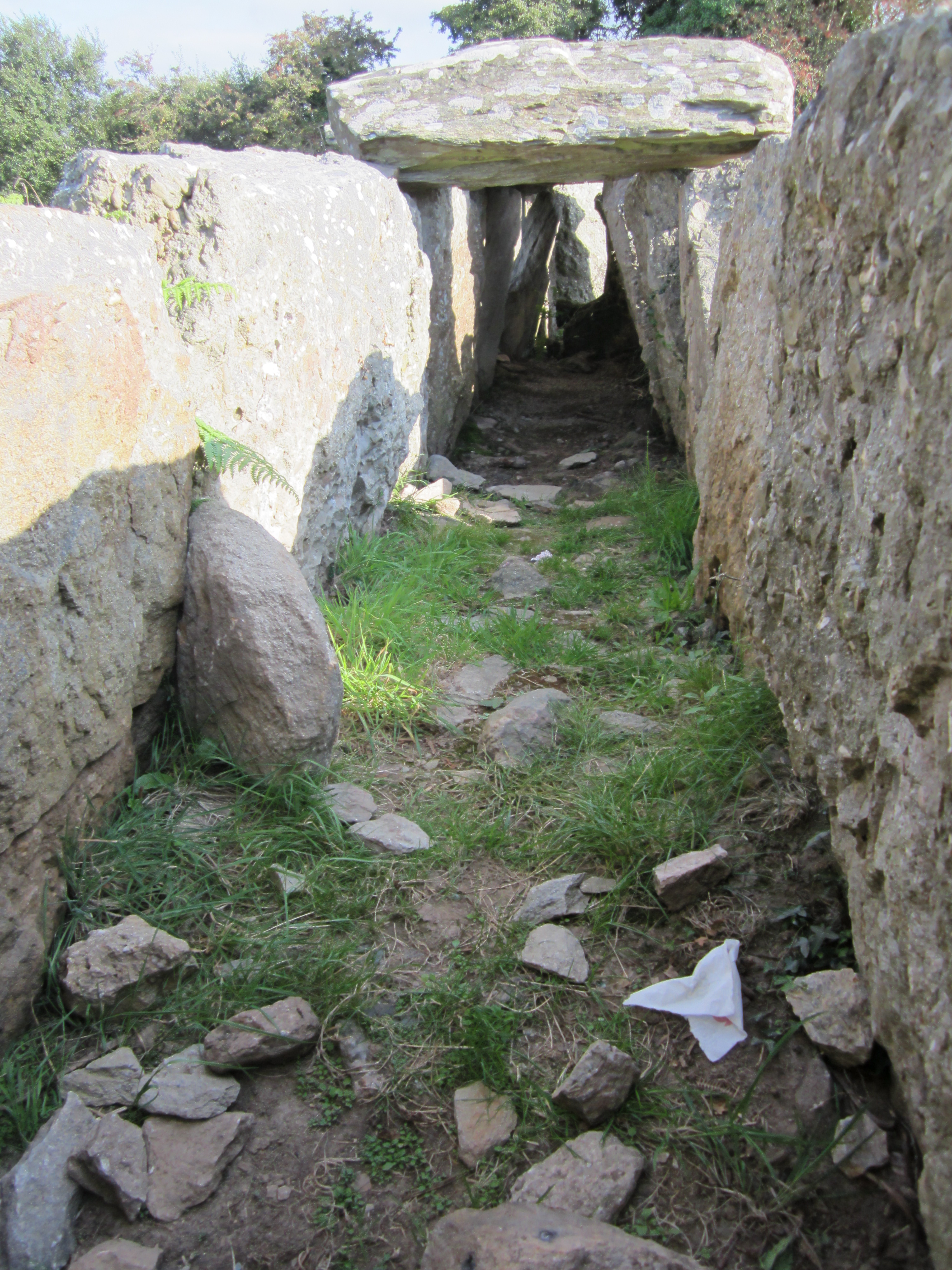
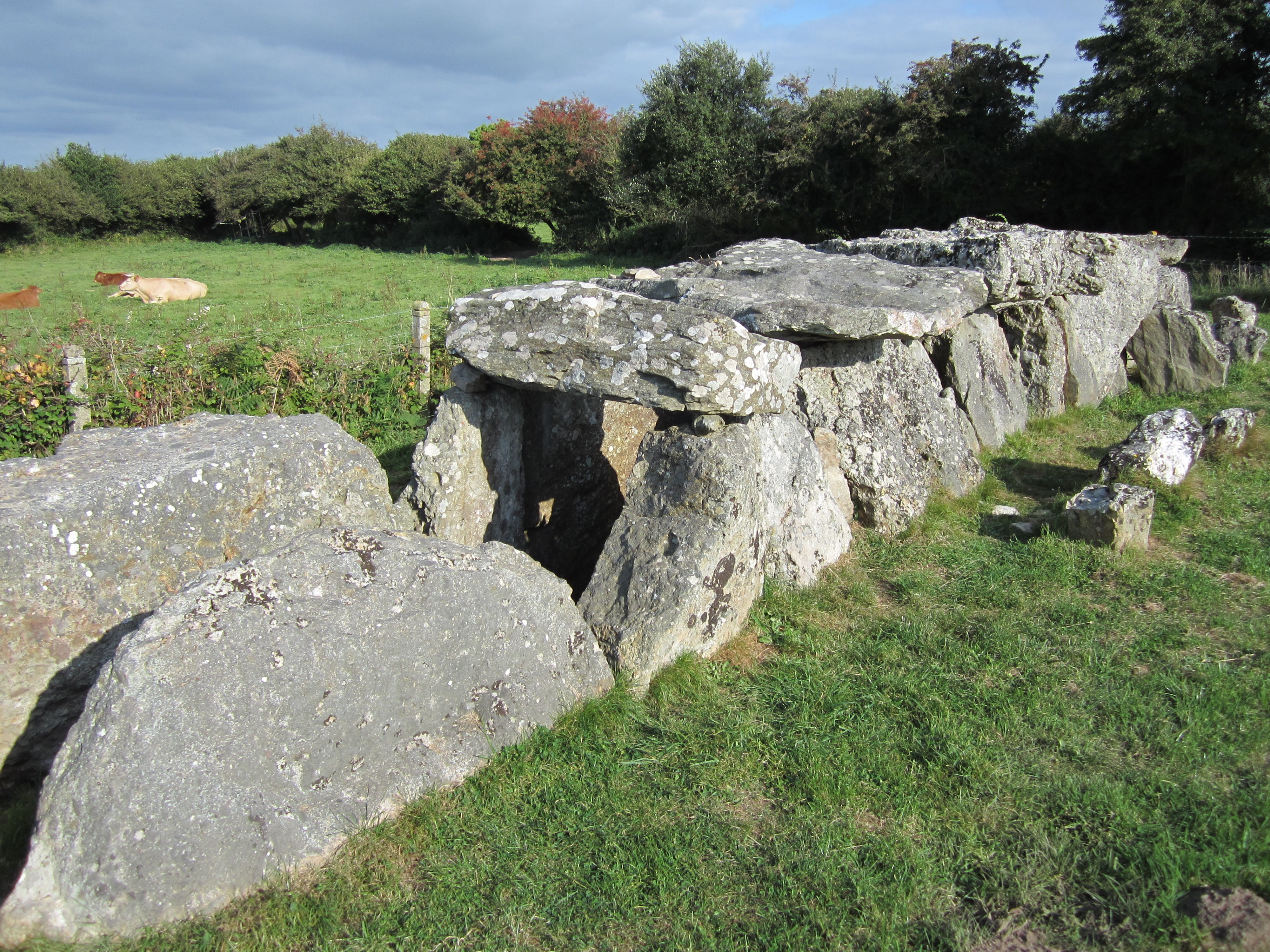
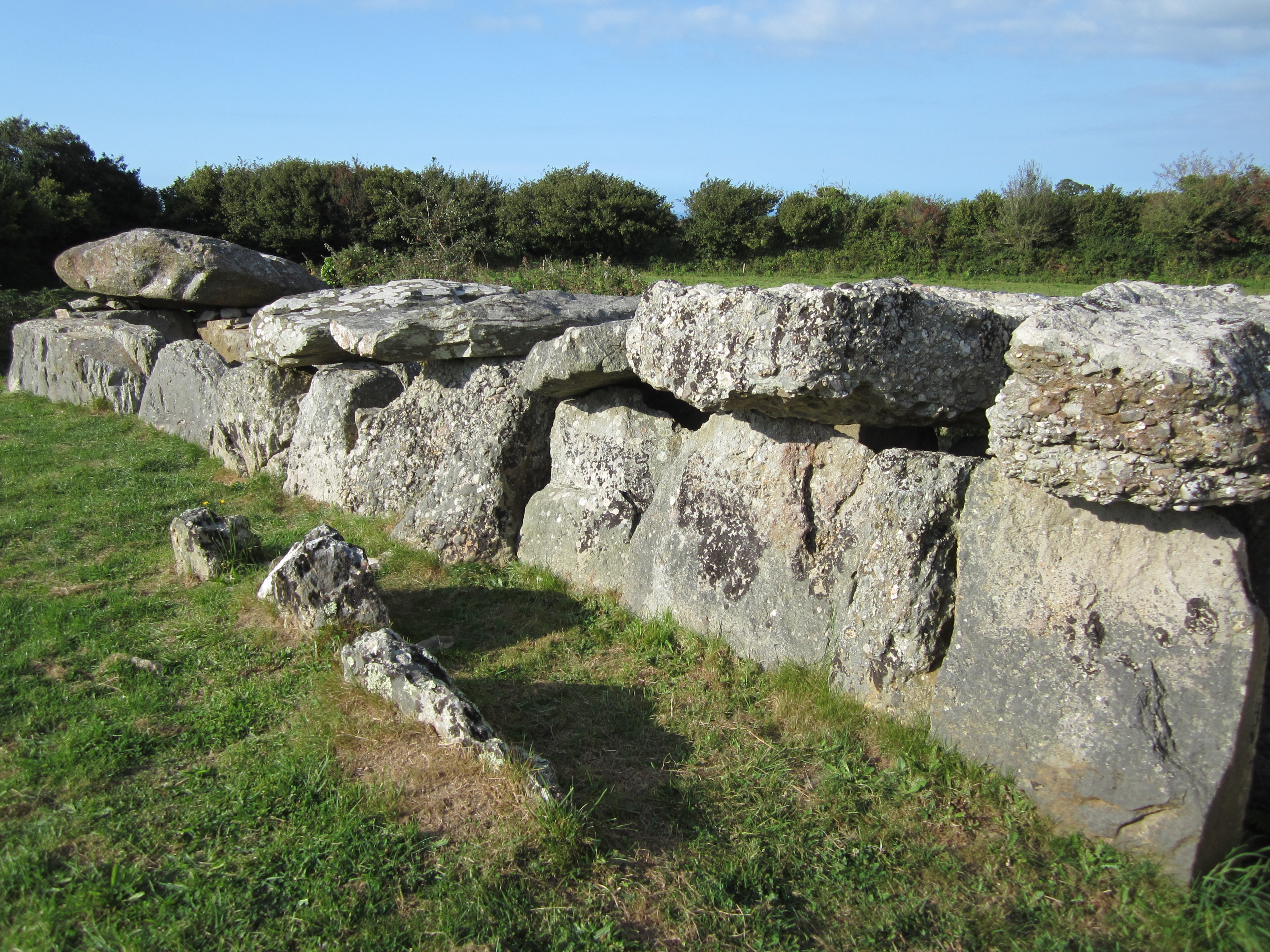
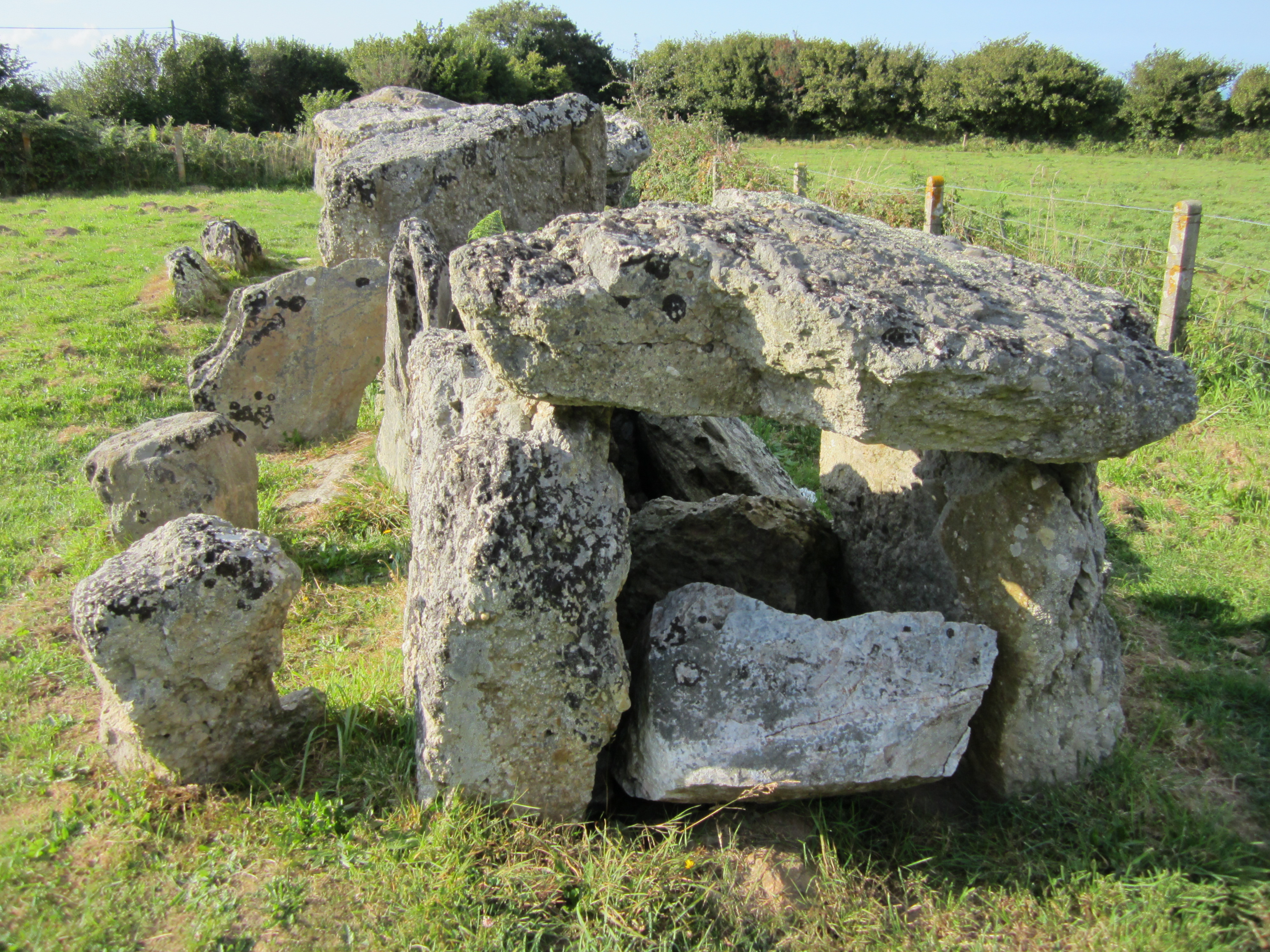

In der Nähe lagen die ausgegangenen Allées couvertes von Câtillon und Tourlaville.